# Alice Peragine
Alice Peragine (* 1986 in München) ist eine deutsch-amerikanische Performancekünstlerin und Gründerin von Studio Peragine. Sie lebt und arbeitet sowohl in Hamburg als auch in Malmö.

## Leben
Ihr Abitur absolvierte Alice Peragine im Jahr 2006 an der Rudolf Steiner Schule Nienstedten. 2010 schloss sie ihr Bachelor-Studium der Kunstgeschichte an der Universität Greifswald ab. Im Jahr 2013 verbrachte Peragine ihr Auslandssemester am San Francisco Art Institute in den USA. Seit ihrem Diplomabschluss 2016 an der HFBK, Hochschule für bildende Künste, Hamburg, wo sie bei Michaela Melián studierte, arbeitet Alice Peragine als freie Künstlerin in Hamburg und stellt sowohl national als auch international aus.
Alice Peragine erhielt 2020 den Villa-Romana-Preis und war Stipendiatin des Jahres. Im selben Jahr gründete Alice Peragine das STUDIO PERAGINE, einen Ausstellungsraum am Versmannkai 16 in der Hamburger HafenCity. Dieser Raum dient vor allem weiblichen und Flinta*-Kunstschaffenden als Experimentierfeld. In Kooperation mit geladenem Kunstschaffenden und Forschenden werden kontinuierlich innovative Formate und künstlerische Herangehensweisen durch die Umsetzung von Gruppenausstellungen, Filmvorführungen, Seminaren, Lesungen, Workshops und Performances erprobt.

## Rezeption
Die Jury des Berenberg-Preises für Junge Kunst bezeichnete die künstlerische Arbeit von Alice Peragine als eine, die „einen empfindlichen Nerv unserer Zeit“ trifft. Die Tageszeitung Welt schrieb, dass Peragine den „menschlichen Körper als Projektionsfläche in den Mittelpunkt“ stellt. Im PW Magazine hieß es über die Einzelausstellung „Auto Body Repair [in remote control]“, dass „sie Fragen von Zugänglichkeit und körperlicher Nähe in Zeiten von Social Distancing ins Zentrum ihrer Auseinandersetzung rückte“. Das Online-Magazin für zeitgenössische Kunst gallerytalk schrieb über eine Ausstellung Peragines zum post-pandemischen Zusammenleben, dass es „eine kritische, vielschichtige, sowie gleichzeitig sensible Betrachtung über unser gesellschaftliches Zusammenleben und zeigt verschiedene Beiträge zu Macht und Ohnmacht, Schutz und Widerstand“.
2023 erhielt Peragine ein Zeit-Ebelin Stipendium.

## Einzelausstellungen
- 2019 Kunstverein Dresden[6]
- 2020 Kunsthalle Baden-Baden[6]

## Auszeichnungen
- Villa-Romana-Preisträgerin und Stipendiatin des Jahres 2020[7]
- Berenberg Preis für Junge Kunst 2014[2]